# Gmina Dobroń
Dobroń (deutsch Dobron, 1943–1945 Dobberwalde) ist ein Dorf und Sitz der gleichnamigen Gemeinde im Powiat Pabianicki der Woiwodschaft Łódź, Polen.

## Gemeinde
Zur Landgemeinde Dobroń gehören 16 Ortsteile mit einem Schulzenamt:
| Barycz Chechło Drugie Chechło Pierwsze Dobroń Dobroń Mały Dobroń Poduchowny | Dobroń Duży Ldzań Markówka Mogilno Duże Mogilno Małe | Morgi Orpelów Poleszyn Róża Wymysłów-Piaski |

Weitere Ortschaften der Gemeinde sind Brogi, Kolonia Ldzań, Orpelów-Numerki, Przygoń, Szczerki, Talar, Wincentów, Wymysłów-Enklawa, Wymysłów Francuski und Zimne Wody.

### Partnergemeinden
Dörpen in Niedersachsen ist seit 1993 Partnergemeinde von Dobroń.